# Ернст Ріхтер
Ернст Фрідріх Едуард Ріхтер (нім. Ernst Friedrich Eduard Richter; 24 жовтня 1808, Гросшенау — 9 квітня 1879, Лейпциг) — німецький композитор, музикознавець і музичний педагог.

## Біографія
Вивчав право, а потім музику у Циттау та Лейпцигу. У 1843 році, разом з Феліксом Мендельсоном і Робертом Шуманом, увійшов до числа перших шести професорів новоствореної Лейпцизької консерваторії (викладав гармонію і контрапункт). Серед учнів Ріхтера, зокрема, Іван Кнорр, Гуго Ріман, Саломон Ядассоном, Джеймс Кваст, український композитор Микола Лисенко. Автор підручників гармонії (1853), фуги (1859) і контрапункту (1872), які користувалися популярністю в XIX столітті, але підданих різкій критиці Арнольдом Шенбергом (1911).
З 1851 року був органістом в різних лейпцизьких церквах, поки в 1868 році не зайняв, після смерті Моріца Гауптмана, пост кантора в церкві Святого Фоми, освячений перебуванням на ньому в першій половині XVIII століття Йоганна Себастьяна Баха. Автор мотетів, мес, пісень.